# Piedimonte San Germano
Piedimonte San Germano és un comune (municipi) de la província de Frosinone, a la regió italiana del Laci, situat a uns 110 km al sud-est de Roma i a uns 35 km al sud-est de Frosinone.
Piedimonte San Germano limita amb els municipis d'Aquino, Colle San Magno, Terelle, Villa Santa Lucia, Castrocielo i Pignataro Interamna.
A 1 de gener de 2019 tenia 6.486 habitants.